# Lonchocarpus glabrescens
Lonchocarpus glabrescens är en ärtväxtart som beskrevs av George Bentham. Lonchocarpus glabrescens ingår i släktet Lonchocarpus och familjen ärtväxter. Inga underarter finns listade i Catalogue of Life.